# Paul Maye
Vous lisez un « bon article » labellisé en 2016.
Pour les articles homonymes, voir Maye.
Paul Maye, né Jean Maye le 19 août 1913 à Bayonne et mort le 19 avril 1987 à Biarritz, est un coureur cycliste français. Excellent coureur amateur dans la région de Bayonne puis à Bordeaux, il rejoint le Vélo-Club de Levallois en 1935 après être devenu champion de France amateur.
Professionnel de 1936 à 1950, il compte deux titres de champion de France sur route et deux étapes du Tour de France 1936. Il a également remporté la classique Paris-Roubaix en 1945 et compte trois victoires sur Paris-Tours, ce qui en fait l'un des recordmans de victoires dans l'épreuve. Petit gabarit, il brille dans les arrivées au sprint et construit la plupart de ses succès grâce à son explosivité dans les derniers mètres de course. Il est décrit comme l'un des meilleurs routiers-sprinteurs français des années 1930 et 1940. Après la fin de sa carrière cycliste, il dirige l'équipe Sud-Ouest sur le Tour de France de 1953 à 1957.

## Biographie

### Jeunes années
Paul Maye naît le 19 août 1913 à Bayonne, dans le quartier ouvrier de Saint-Bernard, sur la rive droite de l'Adour. Ses parents, originaires du village béarnais de Lahontan, dans les Pyrénées-Atlantiques, y occupent une maison faisant partie d'une cité ouvrière aménagée par les usines Saint-Gobain. Il est le dernier d'une famille de sept enfants et possède quatre frères et deux sœurs. Son frère aîné, Pierre, meurt pendant la Première Guerre mondiale.
Paul Maye fréquente l'école communale de son quartier avant de rejoindre celle du Saint-Esprit, située sur le boulevard Alsace-Lorraine, à trois kilomètres du domicile familial. À 13 ans, il travaille comme commis chez un épicier de Boucau, puis commence son apprentissage chez un menuisier ébéniste de Bayonne. Il pratique d'abord le rugby au poste d'ailier au sein du club de son quartier, le « Saint-Bernard Sport », mais ses parents l'incitent finalement à pratiquer la pelote basque après les graves blessures de ses trois frères aînés, également joueurs de rugby. Il dispute également plusieurs combats de boxe et se fracture le nez au cours de l'un d'eux.
Il participe à sa première course en 1930, à l'âge de 17 ans, à l'invitation de son frère Louis sur une épreuve pour non-licenciés organisée lors d'une fête de quartier de Bayonne, puis remporte sa première victoire une semaine plus tard sur une autre course ouverte aux non-licenciés à Anglet, sur un parcours de 60 kilomètres. L'année suivante, il signe sa première licence au Vélo-Club de Tarnos et remporte six victoires sur des courses disputées dans la région bayonnaise. Il rejoint en 1932 le Guidon Bbayonnais, un club dans lequel il rencontre Sauveur Ducazeaux, qui deviendra comme lui cycliste professionnel, et confirme ses bonnes dispositions en remportant plusieurs succès au cours de la saison. Alors que sa mère tombe gravement malade et que son père atteint l'âge de la retraite, la famille Maye décide de s'installer à Bordeaux, où vivent déjà les deux sœurs aînées de Paul Maye.
À son arrivée à Bordeaux en 1933, Paul Maye est engagé comme livreur à vélo par un boucher des halles et signe une licence amateur aux Halles Sportives de Bordeaux. Ses premiers résultats impressionnent : il remporte notamment le championnat de Gironde sur route. Il se fait également remarquer sur la piste du vélodrome Lescure, principalement lors des épreuves de vitesse et de l'américaine. En 1934, son principal objectif est le championnat de France sur route amateur, organisé cette année-là à Bordeaux. Son coéquipier Gérard Virol l'aide à s'extirper du peloton pour remporter au sprint le titre de champion de France au sommet de la côte de Monrepos. À l'arrivée de la course, Henri Pélissier, ancien vainqueur du Tour de France 1923 et directeur du Club Sportif International déclare : « Je ne sais pas comment s'appelle ce coureur mais il deviendra certainement un grand champion ! » Au lendemain de sa victoire, il atteint les demi-finales du championnat de France de vitesse sur la piste du vélodrome Lescure.
Paul Maye effectue son service militaire dans le 5e régiment du génie de Satory et rejoint le Vélo-Club de Levallois, un des meilleurs clubs français de l'époque et dont le camp d'entraînement est proche de sa garnison, ce qui lui permet de s'entraîner régulièrement le soir après son service. En raison de son statut de soldat, il dispute très peu de jours de course en 1935, ce qui ne l'empêche pas de remporter deux victoires de prestige, la classique Paris-Riva-Bella et le championnat de France militaire.

### Carrière professionnelle

#### Premiers succès et période de doute (1936-1937)

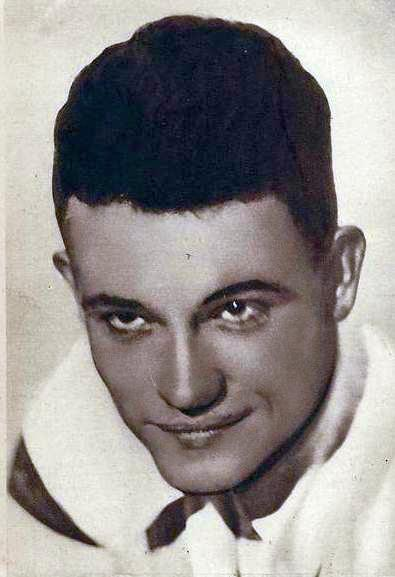
René Le Grevès est le coéquipier de Paul Maye sur le Tour de France 1936.

Paul Maye commence sa carrière professionnelle en rejoignant l'équipe Armor-Dunlop au début de l'année 1936. Il est aligné sur le Critérium national puis obtient son premier résultat remarquable dès sa deuxième course, en prenant la 2e place de Paris-Caen, battu au sprint par Émile Ignat. Ce résultat ne satisfait pas pour autant son directeur sportif, qui considère qu'il aurait pu l'emporter s'il avait enlevé son imperméable. Il participe ensuite à Paris-Roubaix mais abandonne à Amiens, transi de froid. Le 5 mai, Paul Maye remporte sa première victoire de la saison en s'imposant au sprint au terme des 221 kilomètres du parcours entre Choisy-le-Roi et Nevers, lors de la première étape du Prix Wolber.
Paul Maye est sélectionné pour participer au Tour de France 1936 au sein de l'équipe de France, emmenée par deux anciens vainqueurs de l'épreuve, Antonin Magne et Georges Speicher. Il se distingue dans la 10e étape entre Digne et Nice, au cours de laquelle il s'échappe dès le vingtième kilomètre en compagnie de son compatriote Louis Thiétard, du Belge Albert Hendrickx et du Suisse Théo Heimann. Les quatre hommes, loin au classement général, ne représentent aucun danger pour les leaders de la course, qui les laissent prendre plusieurs minutes d'avance. Après la crevaison de Louis Thiétard à 66 kilomètres de l'arrivée, les trois autres échappés poursuivent leur effort et conservent suffisamment d'avance pour se disputer la victoire. Plus rapide au sprint, Paul Maye s'impose sur la promenade des Anglais. Le lendemain, il est nommé parmi les favoris de l'étape entre Nice et Cannes avec son coéquipier René Le Grevès, mais alors qu'ils ont consommé du champagne avant le départ de la course, ils sont tous les deux lâchés dès le premier col et passent près de l'élimination à l'arrivée à Cannes. Paul Maye remporte une seconde étape sur ce Tour en s'imposant à Angers à l'arrivée du troisième secteur de la 19e étape, là encore après avoir consommé du champagne au départ de la course. Il réalise lors de cette étape un véritable « coup d'éclat » puisqu'il parvient à revenir sur le groupe d'échappés avant de s'imposer au sprint.
Le 9 août, alors qu'il participe à une course sur le vélodrome de Poitiers, Paul Maye est pris dans une chute collective avec Louis Thiétard et Sauveur Ducazeaux et se blesse lourdement aux genoux, à l'abdomen et aux coudes. Il reprend pourtant rapidement la compétition et s'impose le 6 septembre lors du Grand Prix de la ville de Dinard, patronné par le journal Le Petit Parisien, en battant au sprint Amédée Fournier.
Après une première saison réussie chez les professionnels, Paul Maye entre dans une période de doute. Une maladie contractée en Afrique du Nord au début de l'année 1937 le prive de toutes ses chances d'obtenir de bons résultats au cours de cette saison. Non sélectionné en équipe de France, il prend toutefois le départ du Tour de France 1937 en individuel, mais abandonne sur chute lors de la 5e étape. Blessé, il envisage de reprendre son métier d'ébéniste et part se ressourcer au Pays basque, dans sa région natale. L'un de ses amis, monsieur Hué, directeur du vélodrome Lescure de Bordeaux, met à sa disposition sa maison d'Ustaritz. Peu à peu, Paul Maye reprend l'entraînement et se prépare à retrouver le peloton professionnel pour la saison 1938.

#### Premier titre de champion de France et malchance sur le Tour (1938-1939)
Paul Maye revient à Paris en mars 1938 pour achever sa préparation avant son retour à la compétition. Sur Paris-Roubaix le 17 avril, il abandonne en même temps que son ami Guy Lapébie. Deux semaines plus tard, il impressionne les observateurs et marque son retour en forme en prenant la 3e place de Paris-Tours derrière l'Italien Jules Rossi et le Belge Albertin Dissaux. Il participe ensuite au championnat de France sur le circuit de Montlhéry. Un temps lâché en milieu de course, il réintègre le peloton avec l'aide de René Le Grevès. Dès lors, il fait preuve d'une intense activité et poursuit les coureurs qui tentent de s'échapper. Il lance son sprint à 200 mètres de la ligne d'arrivée et s'impose avec plusieurs longueurs d'avance sur Sylvain Marcaillou et Marcel Laurent. Il remporte ainsi son premier titre de champion de France chez les professionnels.
Paul Maye apparaît comme l'un des principaux favoris pour les arrivées au sprint sur le Tour de France, pour sa troisième participation. L'épreuve débute pourtant bien mal pour lui puisqu'il est renversé par une moto alors qu'il se rend avec ses coéquipiers au départ de la 1re étape au Vésinet. Blessé au bras et à l'épaule, il décide néanmoins de prendre le départ de la course. Amoindri, ne pouvant tenir le guidon de sa main droite, il est rapidement distancé et se retrouve seul sur la route. Il achève les 215 kilomètres de l'étape pour rejoindre Caen avec 32 minutes de retard sur le vainqueur. Le lendemain, il abandonne le Tour de France et ne prend pas le départ de la 2e étape. Le malheur de Paul Maye lui vaut toutefois de faire la une du magazine Match. Lors de sa convalescence dans une clinique proche de Paris, il fait la connaissance du mannequin Maryvonne Hachart, qui deviendra sa femme. Cité parmi les favoris du championnat du monde de Fauquemont aux Pays-Bas, il fait à nouveau preuve de malchance en chutant avec son coéquipier chez Alcyon Edward Vissers. Les bons résultats obtenus par Paul Maye au cours de cette année 1938 lui valent de remporter le challenge Sedis, qui récompense le meilleur routier professionnel de la saison française. Il est également sélectionné parmi les « Dix plus belles figures du sport français » par le journal Le Petit Parisien, un classement qui récompense les dix athlètes ayant réalisé les performances les plus remarquables de l'année, tous sports confondus. Il y figure notamment en compagnie du skieur alpin Émile Allais ou du boxeur Marcel Cerdan.
Lors de la saison 1939, Paul Maye remporte Paris-Angers le 21 mai. Sur le Tour de France, il abandonne une nouvelle fois, pris dans une chute collective avec Romain Maes, Jules Lowie et Arsène Mersch au cours de la 9e étape. Alors que la Seconde Guerre mondiale est déclarée le 2 septembre, Paul Maye rejoint son régiment du génie militaire. Il est d'abord envoyé dans le Pas-de-Calais pour réparer des voies de chemin de fer, puis est affecté en mai 1940 en Belgique, où il participe à des actes de sabotage de ponts à proximité de Mons. Agent de liaison cycliste, il parcourt les routes françaises jusqu'à sa démobilisation à la fin du mois de juillet 1940. Il rejoint Paris et comme beaucoup de cyclistes, est réquisitionné pour distribuer le courrier ou porter des fonds, parfois jusqu'en Vendée ou dans les Deux-Sèvres. Au début de l'Occupation allemande, les courses cyclistes sont d'abord interdites puis autorisées de nouveau, mais les restrictions et les difficultés de ravitaillement conduisent à l'annulation de nombreuses courses, y compris parmi les plus célèbres. Au cours de l'été 1940, Paul Maye participe à un gala de bienfaisance sur la piste du Parc des Princes aux côtés de la comédienne Ginette Leclerc, ainsi qu'au cyclo-cross de Montmartre.

#### Succès sous l'Occupation (1940-1944)
Les compétitions cyclistes reprennent peu à peu à la fin de l'été 1940, principalement sur les pistes parisiennes comme à la Cipale où Paul Maye remporte l'omnium devant Amédée Fournier et Fernand Mithouard. Paul Maye participe à sa première épreuve sur route depuis le début de la guerre en septembre, lors du Critérium national, mais il abandonne tandis que Raymond Louviot s'impose. Il prend également part à la première édition du Grand Prix de L'Auto, remporté par Yvan Marie.
En 1941, après un nouvel abandon sur le Critérium national à la suite d'un incident mécanique, Paul Maye prend la 16e place de Paris-Reims, une course qui remplace Paris-Roubaix car la ville d'arrivée se trouve alors en zone interdite. Le 11 mai, il participe à la classique Paris-Tours. Il crève à Bonneval mais réussit à revenir dans le peloton, puis prend part à une échappée. Paul Maye profite également de la crevaison du favori de la course, Jules Rossi à quarante kilomètres de l'arrivée. Sur le vélodrome de Tours, il devance au sprint ses six compagnons d'échappée et signe sa deuxième victoire sur l'épreuve. Il remporte ensuite le Circuit de Paris, dont l'arrivée est jugée au Parc des Princes, le 22 mai. Après une annulation en 1940, le championnat de France sur route, traditionnellement organisé sur le circuit de Montlhéry, se tient finalement le 15 juin. La Fédération française de cyclisme obtient un accord de l'occupant allemand pour permettre la venue des coureurs de zone libre, mais ce sont seulement 29 coureurs qui prennent le départ. Victime d'une crevaison, Paul Maye abandonne tandis que le titre revient à Albert Goutal, qu'il avait devancé sur le Circuit de Paris un mois plus tôt.
L'année 1942 apporte de nombreux succès à Paul Maye. Malgré un début de saison en demi-teinte qui lui vaut les critiques des journalistes, il remporte le Circuit de Paris pour la deuxième fois consécutive. Échappé pendant 80 kilomètres, repris puis distancé, il réintègre finalement le peloton et s'impose avec une courte avance sur Louis Caput au terme des 215 kilomètres de course. Quelques jours plus tard, il gagne le Critérium des Invalides, disputé en plein cœur de la capitale, devant Pierre Jaminet et de nouveau Louis Caput, qui s'annonce comme un sérieux rival dans les arrivées au sprint. Il triomphe également sur Paris-Tours, sa troisième victoire de la saison, qui se tient fin mai dans des conditions météorologiques défavorables : le froid, la pluie et le vent balayent les coureurs tout au long du parcours. À l'arrivée à Tours, le soleil refait son apparition et Paul Maye sort vainqueur du sprint que se livre les quatorze hommes de tête. Avec ces trois succès en moins d'un mois, il s'affirme comme l'un des meilleurs coureurs de la saison. Sur le Grand Prix d'Europe, couru au bois de Vincennes, il bat au sprint Guy Lapébie. La course Paris-Nantes, longue de 390 kilomètres, ne semble pas convenir à ses qualités mais c'est pourtant lui qui s'impose en solitaire après avoir faussé compagnie au groupe d'échappés à huit kilomètres de l'arrivée.
En 1943, Paul Maye renoue avec la victoire avec ses coéquipiers de l'équipe Alcyon, Émile Idée, Jules Rossi et Fernand Mithouard, dans un contre-la-montre par équipes disputé sur 96 km entre Verneuil et Versailles. Cette nouvelle épreuve, la Flèche française, est lancée par Jean Leulliot pour le compte du journal La France socialiste. Après avoir pris la sixième place de Paris-Tours, Paul Maye s'impose à la kermesse de Cointe, en Belgique, puis s'aligne au championnat de France, organisé à Saint-Gaudens, sur un parcours à sa portée. Aidé par ses coéquipiers de la firme Alcyon, il confirme son statut de favori et se détache facilement dans les derniers mètres pour devancer Benoît Faure et devenir champion de France pour la deuxième fois de sa carrière. La saison 1944 de Paul Maye est placée sous le signe de la malchance. De nombreuses crevaisons et incidents mécaniques le privent de bons résultats. Il se classe toutefois 2e du Grand prix de l'Europe et également 2e du Grand prix de la Libération.

#### Consécration après guerre et fin de carrière

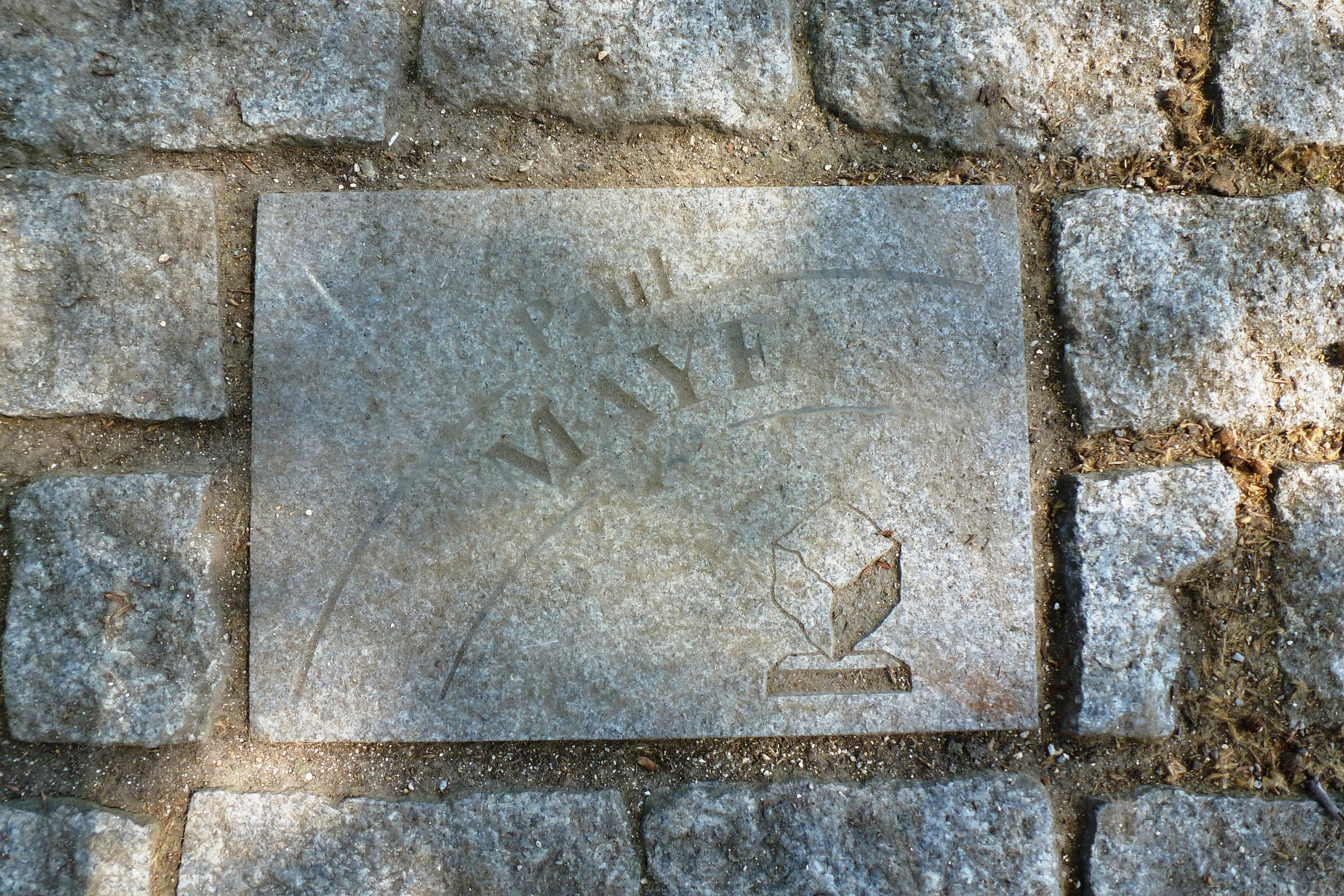
Le pavé Paul Maye sur l'allée Charles-Crupelandt de Roubaix.

En 1945, à 32 ans, Paul Maye remporte l'un des succès les plus importants de sa carrière : le 9 avril, il prend le départ de Paris-Roubaix et s'impose au sein d'un groupe de sept échappés, parmi lesquels le Belge Maurice Desimpelaere, vainqueur l'année précédente. À Roubaix, un pavé situé sur l'allée Charles-Crupelandt rappelle ainsi sa victoire. Le 29 avril, il remporte son troisième Paris-Tours, égalant ainsi le record de victoires dans l'épreuve du Belge Gustave Danneels. Il est également le premier coureur depuis Georges Passerieu en 1907 et Octave Lapize en 1911 à réussir le doublé Paris-Roubaix et Paris-Tours. Il construit ce succès grâce à ses qualités de sprinter, en réglant un groupe d'une dizaine d'échappés, en tête depuis Amboise, alors qu'il se trouvait seulement en sixième position dans le dernier virage.
Lorsque le Tour de France reprend en 1947 après plusieurs années d'interruption, Paul Maye est engagé au sein de l'équipe régionale d'Île-de-France. Il abandonne sur chute dans la sixième étape, victime d'une luxation de l'épaule. Pour sa dernière participation à l'épreuve, en 1948, il est sélectionné dans l'équipe Centre-Sud-Ouest, mais abandonne de nouveau après une chute dans la dixième étape.

### Après carrière
Après s'être retiré des pelotons professionnels, Paul Maye s'installe à Poitiers en 1951 pour s'associer dans un magasin de cycles. Il revient vivre à Bayonne, sa ville natale, en 1953. Il y ouvre un débit de boissons dans la rue Pannecau et travaille également en tant que placier d'appareils automatiques dans les cafés et cercles de jeux. Il exerce en tant que directeur sportif de l'équipe Sud-Ouest sur le Tour de France de 1953 à 1957. Seuls deux de ses coureurs parviennent à finir le Tour de France 1953, dont André Darrigade, vainqueur d'une étape entre Luchon et Albi, sa première sur le Tour. Sous ses ordres, l'équipe Sud-Ouest remporte deux autres victoires d'étape en 1954, tout d'abord grâce à Marcel Dussault à Rouen puis Jacques Vivier à Vannes, ainsi qu'une victoire sur le Tour de France 1957 avec le succès d'André Trochut à Metz. Paul Maye officie également sur le Tour d'Espagne 1955 en tant que directeur sportif de l'équipe Sud-Est, dont l'un ses coureurs, Georges Gay prend finalement la 10e place du général. Après ces quelques années passées à la responsabilité d'une équipe, Paul Maye n'abandonne pas le monde du cyclisme puisqu'il continue, jusque dans les années 1970, à superviser les épreuves de détection au vélodrome municipal de Bayonne. Il meurt le 19 avril 1987 des suites d'une maladie.

## Style, personnalité et caractéristiques
Paul Maye est considéré comme le meilleur routier-sprinter français de la fin des années 1930 et des années 1940. Alors qu'il possède un petit gabarit, mesurant seulement 1,67 m, il démontre de grandes qualités athlétiques et fait preuve d'explosivité dans les derniers mètres de la course. Il manque cependant d'endurance par rapport aux meilleurs coureurs du peloton et se montre moins performant sur les contre-la-montre et dans les ascensions de cols. Le journaliste Francis Lafargue, qui lui a consacré un ouvrage, le compare au sprinter australien Robbie McEwen, « souvent esseulé, déhanché, mais capable de se faufiler dans un trou de souris et surtout doté d'un déboulé irrésistible. » Un autre journaliste spécialiste du cyclisme, Gaston Bénac, souligne également la rapidité de Paul Maye dans les arrivées groupées : « Le sprint de Paul Maye est à la fois comme le bond de Jesse Owens, comme le double démarrage de Scherens, le résultat d'une concentration tout en roulant en dedans à 40 à l'heure, et d'un afflux super nerveux. »
Paul Maye est présenté comme un personnage jovial, appréciant particulièrement la chanson. Il participe même en 1936 à la revue du chansonnier Christian Pol en interprétant la « Chanson des Manivelles », une parodie d'un des succès du chanteur populaire Tino Rossi. Selon Jacques Augendre, il était « la plus belle voix du peloton » et interprétait le répertoire d'André Dassary et de Luis Mariano. Il se produit notamment en compagnie de la chanteuse Yvonne Biron, comme à l'occasion de la fête des employés du Poste Parisien.

## Vie privée
Paul Maye épouse le 6 mai 1939 Maryvonne Hachart, une ancienne mannequin de la maison Paquin qu'il avait rencontré lors de son hospitalisation dans une clinique parisienne après son abandon sur le Tour de France 1938. Le couple emménage dans un appartement du quartier des Batignolles à Paris, puis dans une maison pavillonnaire de Choisy-le-Roi en 1943. Ils ont une fille, prénommée Arlette.

## Palmarès
Le palmarès de Paul Maye comprend notamment un triplé sur Paris-Tours (1941, 1942 et 1945), deux championnats de France (1938 et 1943) et une victoire sur Paris-Roubaix (1945). Les principaux éléments de son palmarès sont présentés ci-après.

### Palmarès amateur
| - 1931 - Prix d'Anglet - Prix de Saint-Léon Bayonne - Prix de la Presse - Prix de Blancpignon - Prix de la Motte - 1932 - Prix de Saint-Léon Bayonne - Prix de Guéthary - Prix de Saint-Jean-de-Luz - Prix de Nay - Prix Borthayre - Prix d'Anglet - Prix Labadie - 1933 - Grand Prix Saphorès - Grand Prix Dosch - Champion de Gironde sur route | - 1934 - Champion de France sur route amateurs - Champion de Gironde sur route - Circuit de Villeneuve-de-Marsan - 1935 - Champion de France sur route militaires - Paris-Riva Bella - 2e de Paris-Amboise - 3e de Paris-Romilly |  |

### Palmarès professionnel
| - 1936 - 10e et 19e étapes du Tour de France - Bordeaux-Saint-Jean-d'Angély - 1re étape du GP Wolber - Grand Prix de la Ville de Dinard - 2e de Paris-Caen - 1937 - 2e de Bordeaux-Biarritz - 1938 - Lauréat du Challenge Sedis - Champion de France sur route - 2e de Paris-Angers - 3e de Paris-Tours - 1939 - Paris-Angers - 2e du Grand Prix de l'Écho d'Alger - 1940 - Prix Hourlier-Comès (avec Raymond Louviot) - 1941 - Paris-Tours - Circuit de Paris - 1942 - Paris-Tours - Paris-Nantes - Circuit de Paris - Grand Prix d'Europe - Grand Prix des Invalides | - 1943 - Champion de France sur route - Flèche française (contre-la-montre par équipes) - 1944 - 2e du Grand Prix d'Europe - 1945 - Paris-Tours - Paris-Roubaix - 2e du championnat de France sur route - 1947 - Circuit de la Vienne - 2e de la Ronde d'Aix-en-Provence - 1948 - 2e du Grand Prix Auto-Moto de Saint-Étienne - 1949 - 2e du Grand Prix des Alliés |  |

## Résultats sur le Tour de France
- 1936 : 33e, vainqueur de deux étapes
- 1937 : abandon (5e étape)
- 1938 : non partant à la 2e étape
- 1939 : abandon (8e étape)
- 1947 : abandon (6e étape)
- 1948 : abandon (10e étape)